# محمد عيسى العباسي
محمد عيسى أحمد عبد الله العباسي سياسي وإعلامي بحريني . عضو في مجلس النواب من 12 ديسمبر 2018 عن الدائرة الثالثة في محافظة المحرق.

## التعليم
تخرج العباسي من الجامعة الأهلية.

## احتجاجات 2011
خلال احتجاجات عام 2011 بوصفه مذيعا في قناة البحرين فقد وقف بقوة في خندق عائلة آل خليفة ضد المتظاهرين الذين كانوا يطالبون باسقاط النظام الملكي من خلال المقابلات التلفزيونية اليومية مما أدى إلى هجوم عليه من قوى المعارضة. ولكن في عام 2013 تم إيقاف عيسى عن عمله من أجل زيادة التقارب في وجهات النظر بين العائلة الحاكمة وقوى المعارضة.

## مجلس النواب
قرر دخول المعترك السياسي من خلال الترشح لعضوية مجلس النواب عن الدائرة الثالثة في محافظة المحرق. في الجولة الأولى التي أقيمت في 24 نوفمبر 2018 حصل على 2217 صوت بنسبة 38.54% مما استوجب إقامة جولة ثانية في 1 ديسمبر حيث استطاع التغلب على منافسه محمد العليوي بحصوله على 3096 صوت بنسبة 58.64%.